# Reestructuración financiera
Una reestructuración financiera se distingue de la reestructuración operativa y corresponde a una reestructuración de los pasivos financieros de la compañía y principalmente de sus deudas.

## Explicación
La reestructuración financiera difiere de la refinanciación de la deuda existente de la compañía con una nueva fuente de deuda externa.
El origen proviene de dificultades financieras que pueden ser de naturaleza muy variada.
Las reestructuraciones financieras dependen de la situación de la empresa :
- si la compañía puede pagar, pero de forma extendida a lo largo del tiempo (pago lento): enmienda suave y solución extendida (en inglés, soft amend & extend) que implica una extensión del vencimiento de la deuda asociada con un aumento en los márgenes de la deuda y / o una contribución en capital adicional;
- si nos encontramos ante una empresa que no puede pagar la deuda en su totalidad: solución mediante modificación y extensión dura (en inglés: hard amend & extend) que implica la condonación parcial de la deuda asociada con las concesiones de los accionistas.

La reestructuración financiera puede requerir una contribución de dinero fresco para garantizar la sostenibilidad del negocio, lo que complica enormemente la situación (quién lo aporta y en qué términos y condiciones).
La reestructuración financiera puede llevarse a cabo de forma consensuada (mediante acuerdo de los distintos interesados) o no. Ciertas reestructuraciones conducen a una toma de control de la compañía por parte de los acreedores.
El contexto legal de la ley de bancarrota es obviamente esencial. Francia ofrece un marco administrativo específico, que no está exento de críticas (especialmente por las comparaciones internacionales).